# Mabea speciosa
Mabea speciosa är en törelväxtart som beskrevs av Johannes Müller Argoviensis. Mabea speciosa ingår i släktet Mabea och familjen törelväxter. Inga underarter finns listade i Catalogue of Life.